# Список полных кавалеров ордена Трудовой Славы/Н
В настоящем списке представлены в алфавитном порядке полные кавалеры ордена Трудовой Славы, чьи фамилии начинаются с буквы «Н». Список содержит информацию о датах Указов о присвоении звания, профессии награждённых, дате рождения и дате смерти. В настоящее время список не является завершённым и нуждается в дополнениях и уточнениях.
| №  | Фамилия, имя, отчество          | Даты жизни                   | Профессия | Дата Указа и номер ордена                                                 | ГС        |
| -- | ------------------------------- | ---------------------------- | --- | ------------------------------------------------------------------------- | --------- |
| 1  | Нагибин, Анатолий Иванович      | род. 20.10.1939              | Старший механик малого рыболовного сейнера Дальневосточной базы флота по добыче и обработке морепродуктов Министерства рыбного хозяйства СССР, Приморский край                                                   | 3 ст. 01.03.1976 № 168351 2 ст. 15.04.1982 № 9667 1 ст. 19.08.1988 № 644  |           |
| 2  | Надыкта, Николай Григорьевич    | 02.10.1938 — 11.09.2017      | Водитель колхоза «Родина» Абинского района Краснодарского края | 3 ст. 14.02.1975 № 24815 2 ст. 23.12.1976 № 1337 1 ст. 03.09.1990 № 799   |           |
| 3  | Назаров, Виктор Гаврилович      | 28.09.1925 — 13.04.2009      | Звеньевой рыболовецкого колхоза «Красный рыбак» Старорусского района Новгородской области | 3 ст. 04.06.1975 № 79524 2 ст. 17.03.1981 № 10379 1 ст. 17.02.1986 № 193  | [ ГС 1 ]  |
| 4  | Назаров, Владислав Иванович     | род. 1937                    | Радиомеханик по ремонту радиооборудования предприятия Министерства гражданской авиации СССР, гор. Москва | 3 ст. 05.03.1976 № 164827 2 ст. 10.03.1981 № 18800 1 ст. 18.07.1986 № 480 |           |
| 5  | Назаров, Николай Григорьевич    | род. 08.08.1946              | Животновод совхоза «Байрамгуловский» Учалинского района Башкирской АССР | 3 ст. 14.02.1975 № 29820 2 ст. 12.03.1982 № 9342 1 ст. 13.09.1990 № 822   | [ ГС 2 ]  |
| 6  | Назаров, Юрий Васильевич        | род. 27.11.1941              | Механизатор совхоза имени 60-летия СССР Фёдоровского района Кустанайской области | 3 ст. 24.12.1976 № 363953 2 ст. 19.02.1981 № 13063 1 ст. 23.04.1991 № 884 | [ ГС 3 ]  |
| 7  | Назарова, Зоя Михайловна        | род. 08.10.1947              | Ткачиха Шахтинского хлопчатобумажного комбината Министерства текстильной промышленности РСФСР, Ростовская область                                                                                                | 3 ст. 03.03.1975 № 21379 2 ст. 17.03.1981 № 9275 1 ст. 23.05.1986 № 275   | [ ГС 4 ]  |
| 8  | Наркевич, Иван Иосифович        | 16.08.1938 — 18.09.2015      | Бригадир изоляционно-укладочной колонны строительно-монтажного управления № 2 треста «Нефтепроводмонтаж» Министерства строительства предприятий нефтяной и газовой промышленности СССР, Башкирская АССР          | 3 ст. 11.12.1974 № 504 2 ст. 21.09.1983 № 9340 1 ст. 22.05.1987 № 600     | [ ГС 5 ]  |
| 9  | Науменко, Иван Яковлевич        | род. 1943                    | Бурильщик Красноградской нефтегазоразведочной экспедиции объединения «Полтавнефтегазгеология» Министерства геологии Украинской ССР                                                                               | 3 ст. 22.04.1975 № 32741 2 ст. 24.05.1979 № 3604 1 ст. 29.04.1986 № 235   |           |
| 10 | Наумов, Виктор Филиппович       | 26.01.1934 — 08.11.2022      | Наладчик Красноярского комбайнового завода Красноярского производственного объединения по зерноуборочным комбайнам Министерства автомобильного и сельскохозяйственного машиностроения СССР                       | 3 ст. 04.05.1975 № 98688 2 ст. 10.03.1981 № 11057 1 ст. 01.10.1991 № 936  | [ ГС 6 ]  |
| 11 | Наумов, Михаил Владимирович     | род. 1932                    | Старший мастер производственного объединения «Липецкий тракторный завод имени XXIII съезда КПСС» Министерства сельскохозяйственного и тракторного машиностроения СССР                                            | 3 ст. 07.10.1975 № 152968 2 ст. 10.03.1981 № 5196 1 ст. 14.10.1987 № 604  |           |
| 12 | Наурызбаев, Изимбек             | род. 1930                    | Старший чабан совхоза имени Ленина Тамдынского района Навоийской области | 3 ст. 14.02.1975 № 3243 2 ст. 25.12.1976 № 2677 1 ст. 21.12.1983 № 46     |           |
| 13 | Недашковский, Михаил Михайлович | род. 01.02.1941              | Рабочий предприятия Министерства угольной промышленности Украинской ССР, Днепропетровская область | 3 ст. 21.04.1975 № 46159 2 ст. 02.03.1981 № 15058 1 ст. 03.12.1985 № 180  | [ ГС 7 ]  |
| 14 | Некряч, Иван Григорьевич        | род. 24.09.1942              | Бригадир слесарей-монтажников Черноморского судостроительного завода Министерства судостроительной промышленности СССР, гор. Николаев                                                                            | 3 ст. 25.04.1975 № 60207 2 ст. 10.03.1981 № 14530 1 ст. 30.08.1985 № 155  | [ ГС 8 ]  |
| 15 | Немкова, Татьяна Ивановна       | 22.11.1937 — 09.03.2012      | Мастер производственного обучения среднего профессионально-технического училища № 60 города Стерлитамака, Башкирская АССР                                                                                        | 3 ст. 21.04.1975 № 44431 2 ст. 02.03.1981 № 9521 1 ст. 20.08.1986 № 533   | [ ГС 9 ]  |
| 16 | Немченко, Николай Васильевич    | род. 1942                    | Электросварщик Новокраматорского машиностроительного завода имени В. И. Ленина Министерства тяжёлого и транспортного машиностроения СССР, Донецкая область                                                       | 3 ст. 21.04.1975 № 31277 2 ст. 31.03.1981 № 14383 1 ст. 14.12.1984 № 107  |           |
| 17 | Нешитая, Татьяна Павловна       | 04.06.1946 — 15.08.2021      | Бригадир Новозыбковской межхозяйственной передвижной механизированной колонны, Брянская область | 3 ст. 14.04.1981 № 549072 2 ст. 29.08.1986 № 54841 1 ст. 21.12.1991 № 981 |           |
| 18 | Нивин, Виктор Иванович          | род. 17.07.1938              | Тракторист совхоза «Хлебороб» Нижнесерогозского района Херсонской области | 3 ст. 14.02.1975 № 33 2 ст. 06.03.1981 № 14917 1 ст. 07.07.1986 № 446     |           |
| 19 | Ника, Владимир Григорьевич      | род. 1937                    | Бригадир электромонтажников Первого свердловского монтажного управления треста «Уралэлектромонтаж» Министерства монтажных и специальных строительных работ СССР, гор. Свердловск                                 | 3 ст. 21.04.1975 № 63507 2 ст. 19.03.1981 № 12709 1 ст. 22.05.1986 № 312  |           |
| 20 | Никитенко, Мария Николаевна     | 10.01.1946 — 29.05.1988      | Доярка колхоза «За мир» с. Оленёвка Магдалиновского района Днепропетровской области | 3 ст. 10.03.1976 № 154579 2 ст. 06.03.1981 № 15049 1 ст. 05.12.1985 № 170 | [ ГС 10 ] |
| 21 | Никитин, Анатолий Андреевич     | 01.01.1939 — 01.03.2002      | Тракторист совхоза «Угранский» Угранского района Смоленской области | 3 ст. 14.02.1975 № 22842 2 ст. 13.03.1981 № 5442 1 ст. 29.08.1986 № 582   | [ ГС 11 ] |
| 22 | Никитин, Анатолий Павлович      | род. 01.09.1934 — 08.05.2015 | Машинист экскаватора треста «Строймеханизация» Министерства строительства предприятий тяжёлой индустрии СССР, гор. Красноярск                                                                                    | 3 ст. 16.03.1976 № 231634 2 ст. 19.03.1981 № 11003 1 ст. 09.07.1986 № 582 |           |
| 23 | Никитин, Владимир Иванович      | 21.12.1946 — 25.04.2015      | Механизатор по добыче и переработке фрезерного торфа Туголесского торфопредприятия Министерства топливной промышленности РСФСР, Шатурский район Московской области                                               | 3 ст. 17.03.1976 № 173031 2 ст. 31.03.1981 № 9152 1 ст. 11.07.1986 № 457  | [ ГС 12 ] |
| 24 | Николаев, Михаил Михайлович     | род. 10.10.1929              | Фрезеровщик научно-производственного комплекса «Система» ленинградского научно-производственного объединения «Электронмаш» Министерства электротехнической промышленности и приборостроения СССР, гор. Ленинград | 3 ст. 24.04.1975 № 78689 2 ст. 16.12.1981 № 20739 1 ст. 30.12.1990 № 855  | [ ГС 13 ] |
| 25 | Николашина, Любовь Даниловна    | род. 24.01.1935              | Бригадир Рязанской дистанции пути Московской железной дороги, Рыбновский район Рязанской области | 3 ст. 21.04.1975 № 73177 2 ст. 02.04.1981 № 8880 1 ст. 03.07.1986 № 403   | [ ГС 14 ] |
| 26 | Никулин, Анатолий Данилович     | 22.07.1937 — 12.11.2004      | Механизатор колхоза имени Петровского Казанковского района Николаевской области | 3 ст. 14.02.1975 № 8162 2 ст. 24.12.1976 № 2254 1 ст. 07.06.1990 № 701    | [ ГС 15 ] |
| 27 | Ничипиенко, Василий Семёнович   | род. 1934                    | Машинист передвижной электростанции Восточно-Сибирского управления механизации треста «Трансстроймеханизация» Министерства транспортного строительства СССР, Амурская область                                    | 3 ст. 05.02.1981 № 509504 2 ст. 29.04.1985 № 35805 1 ст. 10.08.1990 № 745 | [ ГС 16 ] |
| 28 | Ничипуренко, Зоя Петровна       | 17.12.1939 — 15.12.2020      | Вязальщица Моздокской гардинной фабрики имени 60-летия ВЛКСМ Министерства текстильной промышленности РСФСР, Северо-Осетинская АССР                                                                               | 3 ст. 21.04.1975 № 41382 2 ст. 17.03.1981 № 9979 1 ст. 23.05.1986 № 266   | [ ГС 17 ] |
| 29 | Новосад, Виктор Трофимович      | род. 06.10.1947              | Тракторист колхоза «Слава» Локачинского района Волынской области | 3 ст. 14.02.1975 № 9921 2 ст. 24.12.1976 № 2289 1 ст. 07.08.1991 № 926    |           |
| 30 | Ноздрина, Мария Фёдоровна       | род. 30.03.1938              | Доярка колхоза имени Ленина Миллеровского района Ростовской области | 3 ст. 14.02.1975 № 21374 2 ст. 23.12.1976 № 1256 1 ст. 27.08.1990 № 792   | [ ГС 18 ] |
| 31 | Носик, Фёдор Константинович     | род. 1935                    | Тракторист Кустанайской государственной областной сельскохозяйственной опытной станции | 3 ст. 24.12.1976 № 362322 2 ст. 19.02.1981 № 13028 1 ст. 15.05.1987 № 598 |           |
| 32 | Носов, Александр Петрович       | 06.02.1949 — 25.08.2017      | Токарь завода «Водтрансприбор» научно-производственного объединения «Океанприбор» Министерства судостроительной промышленности СССР, гор. Ленинград                                                              | 3 ст. 25.04.1975 № 202760 2 ст. 02.02.1984 № 24114 1 ст. 22.04.1991 № 874 | [ ГС 19 ] |
| 33 | Носов, Павел Алексеевич         | 1919—2002                    | Резчик по камню Мытищинского экспериментального завода художественного литья имени Е. Ф. Белашовой Министерства культуры РСФСР, Московская область                                                               | 3 ст. 17.01.1975 № 1018 2 ст. 07.08.1981 № 12635 1 ст. 30.04.1985 № 124   | [ ГС 20 ] |
| 34 | Нужный, Владимир Павлович       | 06.08.1937 — 20.10.2021      | Бригадир колхоза «Россия» Апанасенковского района Ставропольского края | 3 ст. 16.12.1980 № 461932 2 ст. 29.08.1986 № 29250 1 ст. 23.08.1990 № 774 | [ ГС 21 ] |
| 35 | Нурмадова, Сангимо              | род. 1932                    | Доярка колхоза имени Жданова Кулябского района Кулябской области | 3 ст. 14.02.1975 № 29607 2 ст. 25.12.1976 № 2944 1 ст. 21.12.1983 № 49    |           |
| 36 | Нюкша, Константин Иванович      | род. 1938                    | Слесарь-инструментальщик Рижского электромашиностроительного завода производственного объединения «Рижский электромашиностроительный завод» Министерства электротехнической промышленности СССР, Латвийская ССР  | 3 ст. 10.03.1976 № 131712 2 ст. 31.03.1981 № 18462 1 ст. 10.05.1986 № 366 | [ ГС 22 ] |